# Оскар Робертсон
Оскар Робертсон (англ. Oscar Robertson, 24 листопада 1938) — американський баскетболіст.
Олімпійський чемпіон 1960 року.
Переможець Панамериканських ігор 1959 року.